# Plestin-les-Grèves
Plestin-les-Grèves is een gemeente in het Franse departement Côtes-d'Armor, in de regio Bretagne. De plaats maakt deel uit van het arrondissement Lannion. Plestin-les-Grèves telde op 1 januari 2022 3.649 inwoners.

## Geografie
De oppervlakte van Plestin-les-Grèves bedroeg op 1 januari 2022 34,52 vierkante kilometer; de bevolkingsdichtheid was toen 105,7 inwoners per km².
De onderstaande kaart toont de ligging van Plestin-les-Grèves met de belangrijkste infrastructuur en aangrenzende gemeenten.

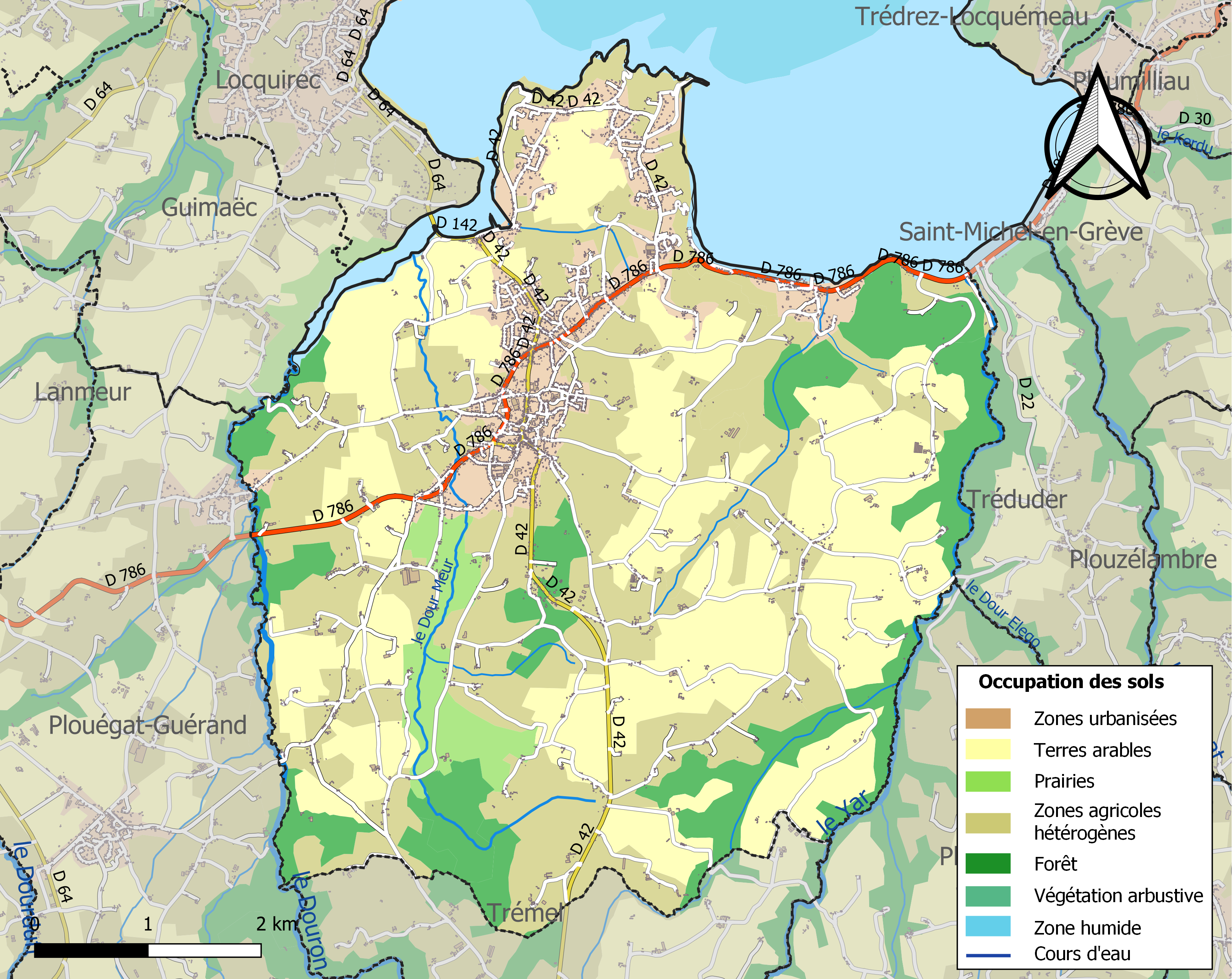

## Demografie
Onderstaande figuur toont het verloop van het inwonertal (bron: INSEE-tellingen).